# Verenigde Democratische Krachten (Rwanda)
De Verenigde Democratische Krachten (Engels: Unified Democratic Forces, UDF-Inkingi; Inkingi is het Kinyarwanda woord voor “pijler”, Frans: Les Forces Démocratiques Unifiées, FDU-Inkingi) is een Rwandese oppositiepartij opgezet door Rwandezen in ballingschap. Sinds de oprichting in 2006 profileert de UDF-Inkingi zich als een oppositiepartij waarvan het voornaamste doel is verandering te brengen in het regime van het Rwandees Patriottische Front (RPF), dat aan de macht is sinds de genocide tegen de Tutsi’s in juli 1994. Talloze pogingen daartoe ten spijt, is het de UDF-Inkingi sindsdien niet gelukt de bevoegdheid te krijgen om te opereren als partij in Rwanda. Volgens internationale mensenrechtenorganisaties, zoals Human Rights Watch en Amnesty International, worden in Rwanda wonende leden van de UDF-Inkingi regelmatig blootgesteld aan vervolging en zelfs moord (veelal onopgelost). 

## Geschiedenis
De UDF-Inkingi werd in 2006 opgericht in Brussel, België, na het samengaan van drie politieke partijen, namelijk de FRD (Democratische Oppositionele Krachten), de ADR-Isangano (Rwandese Democratische Alliantie) en de RDR (de Republikeinse Verzameling voor Democratie in Rwanda, voorheen bekend als de Verzameling voor Democratie en de Terugkeer van Vluchtelingen naar Rwanda), samen met onafhankelijke personen. Sindsdien beschuldigde de regering van Rwanda, die gedomineerd is door de RPF, herhaaldelijk leden van de UDF-Inkingi ervan Hutu-extremisten te zijn en banden te hebben met Hutu-rebellen die zich ophouden in de oostelijke Democratische Republiek Congo. De UDF-Inkingi ontkent deze beschuldigingen en beweert slechts vreedzame en legitieme middelen te gebruiken om een regering te realiseren die gebaseerd is op democratische principes, met rechtvaardigheid voor iedereen en etnische harmonie in Rwanda.
In 2008 besloot de UDF-Inkingi een stap verder te gaan en zijn politieke activiteiten in Rwanda te initiëren. Met dit doel eindigde Victoire Ingabire Umuhoza, toenmalige UDF-Inkingi voorzitster, haar ballingschap in Nederland en reisde in 2010 terug naar Rwanda. Daar lukte het haar niet om haar partij te registreren, noch om zich kandidaat te stellen als president tijdens de verkiezingen van 2010. In plaats daarvan werd ze gearresteerd door de Rwandese autoriteiten die haar beschuldigden van genocide-negationisme en collaboratie met terroristische organisaties.
Het vertrek van Umuhoza naar Rwanda leidde in 2010 tot een breuk onder de leden van de UDF-Inkingi die nog in Europa in ballingschap waren. De meerderheid, die loyaal was aan de leiding van Umuhoza, zelfs vanachter de tralies, behield de naam UDF-Inkingi. De minderheid, die een nieuw leiderschap vanuit Europa voorstond, ging verder onder de naam UDF-Nationaal Inkubiri Beweging.
Terwijl de RPF in 2011 onder zijn hoogste militaire officiers en politici overlopers ontdekte die voorheen nauw contact onderhielden met president Paul Kagame, vormde de UDF-Inkingi een alliantie met RPF-dissidenten die hun eigen partij hadden opgezet, namelijk het Rwanda Nationaal Congres (RNC). Deze werd aangevoerd door het voormalig hoofd van de Generale Staf van de legerkorpsen, Faustin Nyamwasa, en presidentieel kabinetschef Theogene Rusasingwa. Later werd de alliantie uitgebreid tot in totaal vijf partijen.

## Victoire Ingabire Umuhoza
Victoire Ingabire Umuhoza was voorzitster van de UDF-Inkingi vanaf haar oprichting in 2006 tot en met 2019. In 2019 startte ze, slechts een paar maanden nadat ze na een presidentieel pardon uit de gevangenis was vrijgelaten, een nieuwe partij, de Ontwikkeling en Vrijheid voor Allen (DALFA-Umurinzi).
Gedurende 13 jaar was ze het gezicht en de stem van de UDF-Inkingi, ook tijdens de acht jaar die ze in de gevangenis doorbracht (2010–2018). Haar proces kreeg veel internationale media-aandacht. Opmerkelijk waren onder andere het moment dat sommige getuigen à charge zichzelf tegenspraken in de rechtszaal, of de politie beschuldigden van mishandeling in een poging om valse getuigenissen te verkrijgen. Ook de Nederlandse autoriteiten werden gelast het huis van Umuhoza te doorzoeken om bewijs te vinden voor de Rwandese rechtszaal.
In November 2019 nam Umuhoza ontslag van de UDF-Inkingi. De partij koos Justin Bahunga, een voormalig diplomaat, als voorzitter voor een periode van twee jaar. Tijdens de officiële lancering van haar nieuwe partij, zei Umuhoza tegen leden van haar partij en journalisten, dat het verschil tussen de DALFA-Umurinzi en de UDF-Inkingi was dat de eerste, anders dan de tweede, gevormd was in overeenstemming met de wetten van Rwanda. Haar tegenstanders in de regeringsgetrouwe pers stelden echter dat de twee organisaties dezelfde idealen en ideologie hadden, en dat het vormen van de partij niets nieuws bracht, behalve een nieuwe naam.

## Vervolgingen
Volgens een aantal mensenrechtenorganisaties en diplomatische missies in Rwanda, waren leden van de UDF regelmatig slachtoffers van intimidatie, niet-opgeloste verdwijningen en zelfs moord. Amnesty International citeerde een aantal gevallen, w.o. dat van de sinds 2016 vermiste Illuminée Iragema, Jean Damascène Habarugira en Syldio Dusabumuremyi die vermoord werden in respectievelijk 2017 en 2018, en het geval van Boniface Twagirimana, UDF-Inkingi vice-voorzitter, wiens zogenaamde ontsnapping uit de zwaar beveiligde Mpanga-gevangenis menigeen deed vermoeden dat dit in feite ging om een ontvoering door geheime diensten.